# A Ferencvárosi TC 1901-es szezonja
A Ferencvárosi TC 1901-es szezonja szócikk a Ferencvárosi TC első számú férfi labdarúgócsapatának egy szezonjáról szól, mely az első idénye volt a csapatnak az először megrendezett magyar első osztályában. A klub fennállásának ekkor volt a 2. évfordulója.

## Mérkőzések
| Színmagyarázat | Színmagyarázat |
| -------------- | -------------- |
|                | Győzelem.      |
|                | Döntetlen.     |
|                | Vereség.       |

### Bajnokság (I. osztály) 1901
| 1901. április 21. |

| Ferencváros    | 3 – 5       | Magyar ÚE |
| -------------- | ----------- | --------- |
| Borbás Pokorny | Jegyzőkönyv |           |

| Budapest |

| 1901. május 1. |

| Budapesti TC | 8 – 9       | Ferencváros |
| ------------ | ----------- | ----------- |
|              | Jegyzőkönyv | ?           |

| Millenáris, Budapest |

| 1901. június 1. |

| Ferencváros | 2 – 2       | Műegyetemi AFC |
| ----------- | ----------- | -------------- |
| Pokorny     | Jegyzőkönyv |                |

| Millenáris, Budapest |

| 1901. június 16. |

| Budapesti SC | 1 – 5       | Ferencváros   |
| ------------ | ----------- | ------------- |
|              | Jegyzőkönyv | Fekete Borbás |

| Millenáris, Budapest |

| 1901. október 6. |

| Magyar ÚE | 3 – 2       | Ferencváros |
| --------- | ----------- | ----------- |
|           | Jegyzőkönyv | Pokorny     |

| Millenáris, Budapest |

| 1901. október 20. |

| Ferencváros           | 3 – 5       | Budapesti TC |
| --------------------- | ----------- | ------------ |
| Pokorny Braun Horváth | Jegyzőkönyv |              |

| Budapest |

| 1901. november 5. |

| Ferencváros           | 5 – 4       | Budapesti SC |
| --------------------- | ----------- | ------------ |
| Kovács Borbás Pokorny | Jegyzőkönyv |              |

| Budapest |

#### Végeredmény
| #  | Csapat  | M | GY | D | V | G+ – G– | GK  | P  | Megjegyzések  |
| -- | ------- | - | -- | - | - | ------- | --- | -- | ------------- |
| 1. | BTC (B) | 8 | 8  | 0 | 0 | 37–5    | +32 | 16 | Bajnokcsapat  |
| 2. | MÚE     | 8 | 5  | 0 | 3 | 17–20   | −3  | 10 |               |
| 3. | FTC     | 8 | 3  | 1 | 4 | 20–28   | −8  | 7  | Osztályzó     |
| 4. | MFC (K) | 8 | 2  | 1 | 5 | 11–8    | +3  | 5  | Visszalépett1 |
| 5. | BSC     | 8 | 1  | 0 | 7 | 7–31    | −24 | 2  | Osztályzó     |

Forrás: Mező Ferenc: Futball adattár ISBN 963 7543 58 9 
A rangsorolás alapszabályai: 1. összpontszám, 2. egymás elleni eredmények összpontszáma, 3. gólkülönbség, 4. szerzett gólok száma.
Az amatőr időszakban (1901–1926) a csapatok a rövidített nevüket használták.

1Az MFC a 4. forduló után visszalépett, hátrelévő mérkőzéseinek 2 pontját 0–0-s gólaránnyal az ellenfeleknek adták.
(B): Bajnokcsapat, (K): Kieső csapat, (F): Feljutó csapat, (I): Kupainduló, (R): A rájátszás győztese, (KGY): Kupagyőztes

### Egyéb mérkőzések
| 1901. március 24. |

| Cricketer | 9 – 0       | Ferencváros |
| --------- | ----------- | ----------- |
|           | Jegyzőkönyv |             |

| Bécs |

| 1901. április 13. |

| Ferencváros                     | 4 – 4       | Servette |
| ------------------------------- | ----------- | -------- |
| Malaky Kovács Gabrovitz Pokorny | Jegyzőkönyv |          |

| Budapest |

| 1901. május 5. |

| Ferencváros           | 5 – 0       | Old Cricketer |
| --------------------- | ----------- | ------------- |
| Pokorny Borbás Kovács | Jegyzőkönyv |               |

| Budapest |

| 1901. november 10. |

| Cricketer | 8 – 1       | Ferencváros |
| --------- | ----------- | ----------- |
|           | Jegyzőkönyv | Fekete      |

| Bécs |

## Külső hivatkozások
- A csapat hivatalos honlapja (magyarul)
- Az 1901-es szezon menetrendje a tempofradi.hu-n (magyarul)